# Bismarckturm (Berggießhübel)
Der Bismarckturm auf der Panoramahöhe (437 m ü. NHN) nahe Berggießhübel im sächsischen Landkreis Sächsische Schweiz-Osterzgebirge ist ein 25 m hoher Aussichtsturm und einer der zahlreichen Bismarcktürme, die ab dem Ende des 19. Jahrhunderts in ganz Deutschland und in abhängigen Gebieten zum Gedenken an den Reichskanzler Otto von Bismarck errichtet wurden.

## Geschichte
Mit dem Beginn des im 18. Jahrhundert in Berggießhübel einsetzenden Kur- und Badebetriebes waren die jeweiligen Inhaber der Badeanlagen bemüht, den Ort durch die Schaffung von Ausflugszielen und die Anlage von Wanderwegen für die Kurgäste attraktiv zu gestalten. 1897 erwarb der Geheime Kommerzienrat und Fabrikant Carl Eschebach aus Dresden die Kur- und Badeanlagen, die er einer umfassenden Erneuerung unterzog.
Im Zuge dieser Maßnahmen ließ er ab Juli 1899 auf der nahe gelegenen und damals noch weitgehend unbewaldeten Panoramahöhe einen Bismarckturm als Aussichtsturm errichten. Der 25 m hohe Turm basiert auf dem Entwurf des Dresdner Architekten Schramm und besteht aus Granitfindlingen und Sandsteinen. Seine Baukosten beliefen sich auf 35.000 Mark. Der Berggießhübeler Bismarckturm wurde am 9. September 1900 feierlich eingeweiht. Er entwickelte sich schnell zu einem beliebten Ausflugsziel, nicht zuletzt auch weil unmittelbar neben dem Turm ein Bergrestaurant öffnete. Der Turm verfügte über vier Feuerschalen, in denen an bestimmten Tagen zu Ehren Bismarcks Feuer angezündet wurden. Die Befeuerung erfolgte anfangs mit Holz und ab 1907 mit Bengalfeuern.
Das am Turm angebrachte Bismarck-Relief wurde 1945 abgenommen und 1992 neu angebracht. Wegen Baufälligkeit musste der Turm, der sich seit 1934 im Besitz der Stadt Berggießhübel befindet, 1984 für den Besucherverkehr gesperrt werden. Nach einer Sanierung erfolgte am 5. Mai 1990 die Wiedereröffnung. 1996/97 fand eine weitere umfassende Erneuerung statt. Dabei wurden ca. 150.000 DM u. a. in Treppen, Fenster und Geländer investiert. Im September 2000 fand anlässlich der 100-Jahr-Feier der Eröffnung ein großes Bergsingen mit vier Chören auf der Panoramahöhe statt.

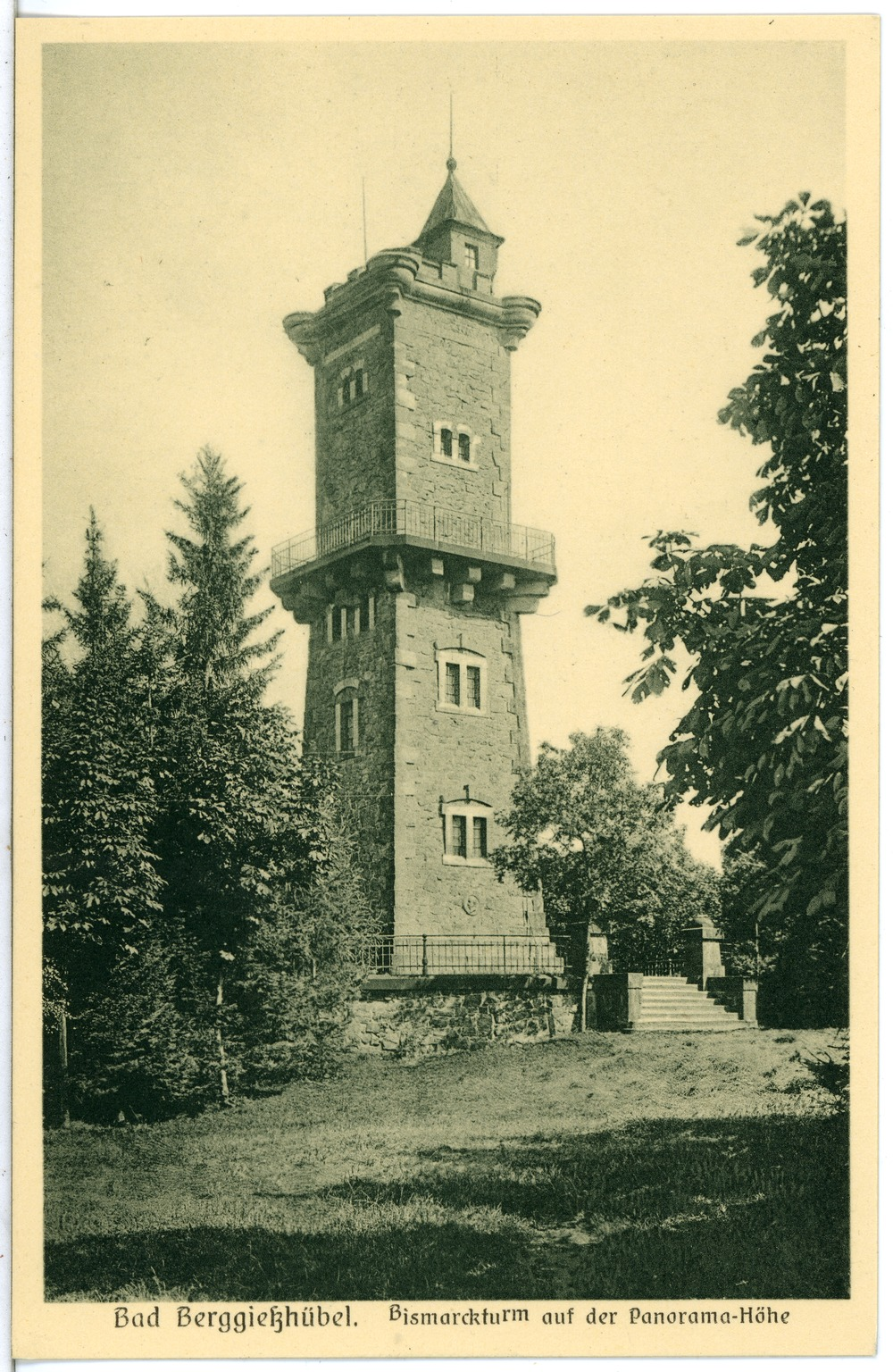
Bismarckturm Berggießhübel, historische Ansicht von 1926
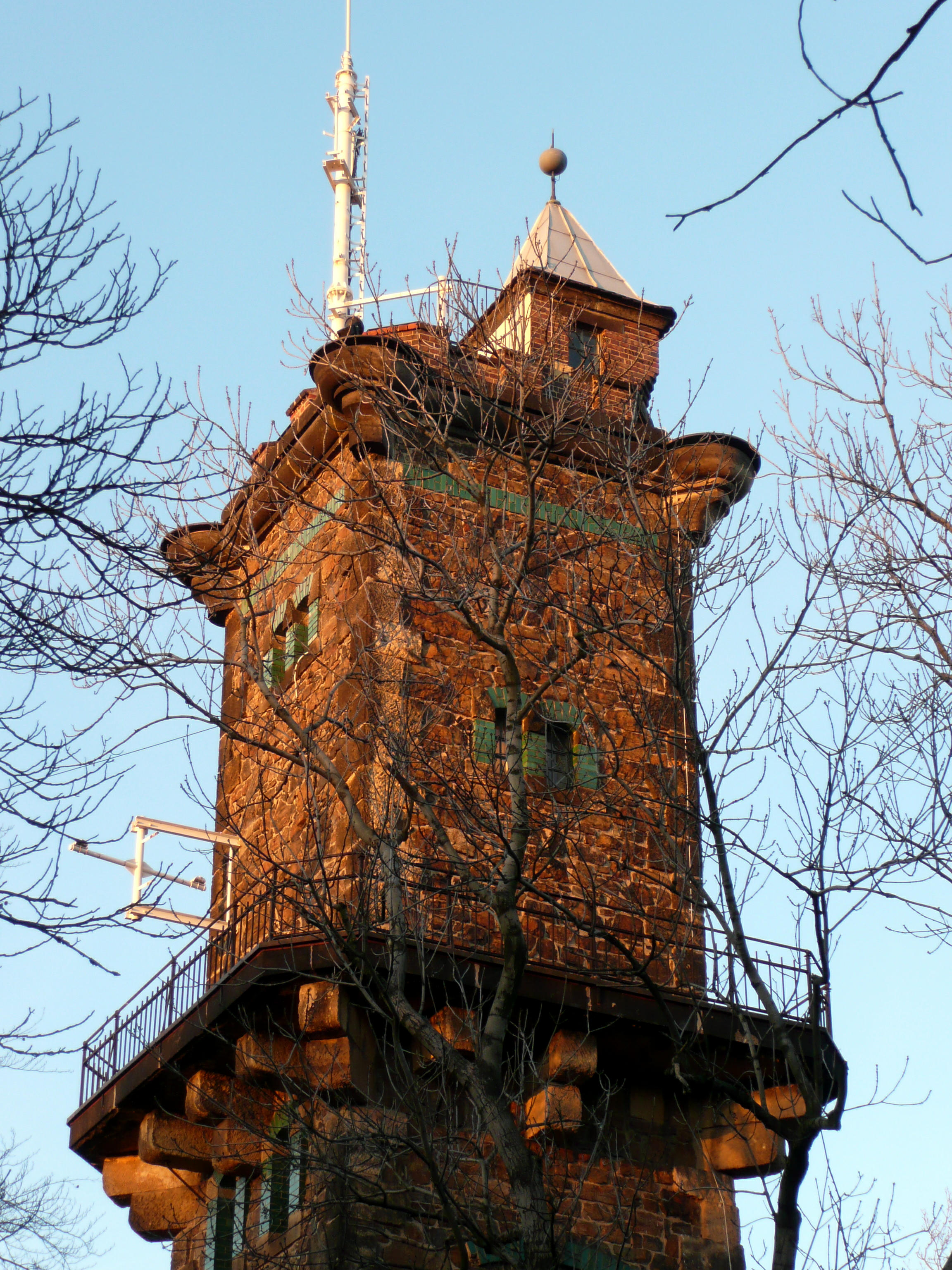
Turmspitze
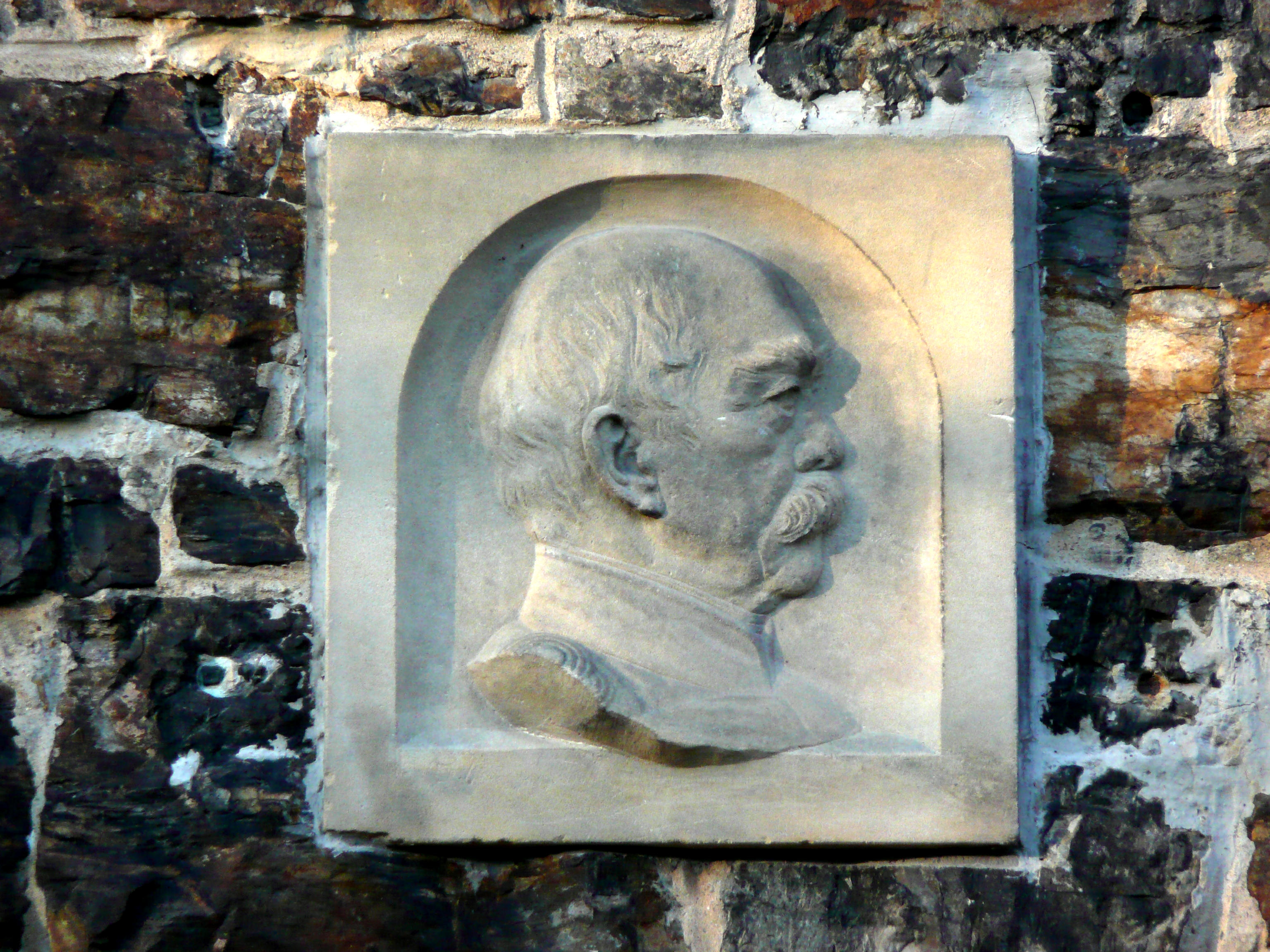
Bismarck-Medaillon
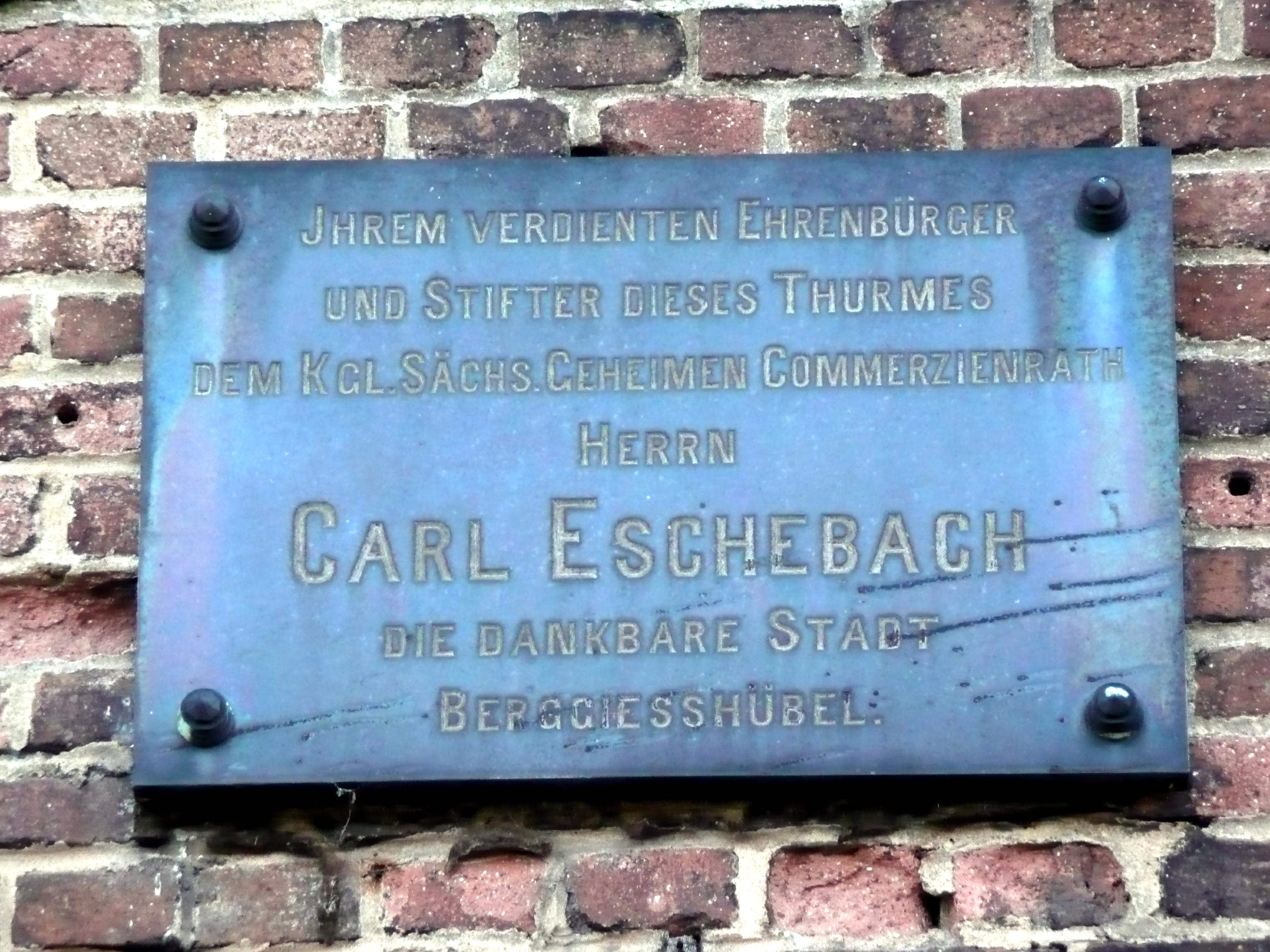
Stiftertafel für Carl Eschebach

## Aussicht
Die Panoramahöhe war wegen ihrer guten Rundumsicht insbesondere in Richtung Norden bereits vor der Errichtung des Bismarckturmes als Elbsicht bekannt. Bei guten Bedingungen reicht der Blick vom Turm in Richtung
- Nordwesten: auf das Dresdner Elbtal und Dresden,
- Norden/Nordosten: über Pirna zur Burg Stolpen und auf die Höhen des Lausitzer Berglandes,
- Osten: über die Festung Königstein auf die Berge des Elbsandsteingebirges,
- Südwesten: auf die Höhenzüge des Osterzgebirges und des Erzgebirgsvorlandes mit den markanten Erhebungen von Geising und Wilisch.